# Poppa van Bayeux

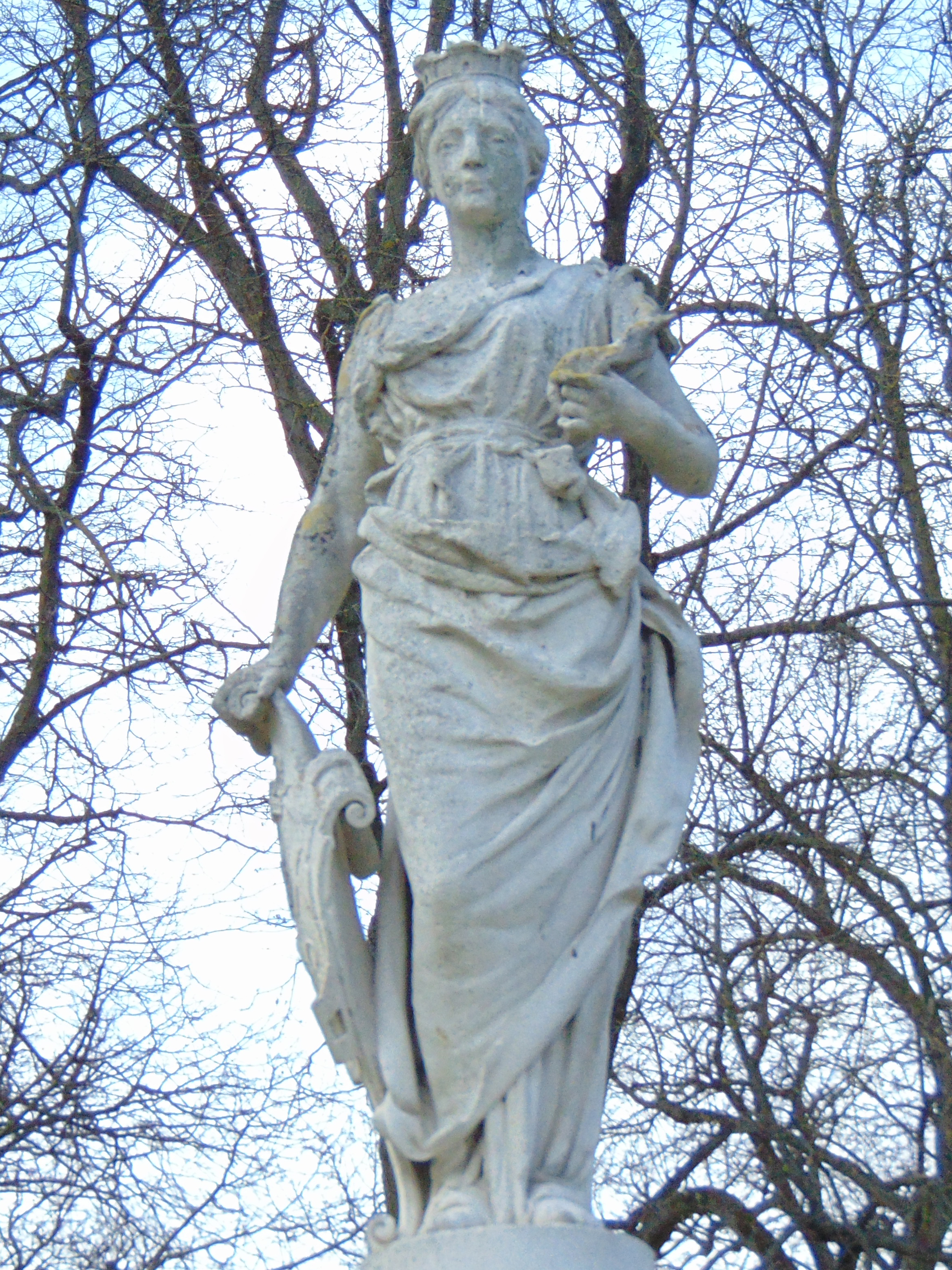
Standbeeld van Poppa in Bayeux.

Poppa van Bayeux (in de bronnen als Popa geschreven) was de echtgenote of frilla (more danico) van de Noormannen-jarl Rollo (ca. 846 - 931).

## Nakomelingen
Poppa en Rollo hadden minstens twee kinderen:
- Willem Langzwaard (900/905[2] - vermoord op 17 december 942), graaf van Rouen
- Gerloc, die na haar doop Adele heette (gestorven na 969)

## Herkomst
Poppa's herkomst is niet met zekerheid geweten, daar er drie overleveringen voorhanden zijn, van dewelke reeds in de 11e eeuw was geweten, dat ze elkaar tegenspraken:
- De het dichtst bij de gebeurtenissen aansluitende getuigenis over Poppa (respectievelijk de hier naamloze moeder van Willem Langzwaard) stamt uit de 10e eeuw en is een klaaglied over de dood van Willem, die volgens deze bron aan de andere kant van de zee ("transmarinus") als kind van een (toen nog) heidense vader en een christelijke moeder werd geboren.[3] De historicus Jean Renaud verdedigt op basis van deze vermelding, dat Poppa een concubine van Rollo was, die als schaapherderin van de Hebriden kwam.[4]
- Volgens de Chronico Rotomagensi en de Annales Rotomagensi (11e eeuw) was Poppa dan weer de dochter van graaf Guido (Gui, Wido) van Senlis en zus van graaf Bernard van Senlis, die Rollo na de dood van zijn echtgenote Gisla in 913 huwde en wiens beider zoon Willem Langzwaard is.[5] In deze overlevering duikt Bayeux als plaats van herkomst van Poppa niet op.
- Deze vindt men enkel in de derde overlevering terug. Dudo van Saint-Quentin, de eerste kroniekschrijver van Normandië, bericht in zijn in de periode 1015–1026 geschreven De moribus et actis primorum Normanniae ducum, dat Rollo met Poppa, de dochter van graaf Berengar, was getrouwd en dat Willem hun zoon was,[6] maar vermeldt ook, dat Bernard van Senlis de broer van de moeder van Willem Langzwaard zou zijn geweest,[7] een combinatie, die niet mogelijk is, daar Bernard van Senlis niet de zoon van Berengar was.[8]

Dudo van Saint-Quentin kreeg deze informatie grotendeels - zoals hij zelf schrijft - als mondeling bericht van Raoul d’Ivry, graaf van Bayeux en door zijn moeder Sprota een halfbroer van Rollo's oom Richard I. De berichten van Dudo staan niet geheel foutloos bekend, waardoor ze door enkele onderzoekers over het algemeen als weinig betrouwbaar worden gezien en tot en met Rollo's woonachtig-zijn in Normandië, al zeker tot het jaar 911, als fantasieproducten afgedaan, waartoe ook de geschiedenis van Poppa "van Bayeux" uit de jaren 880 behoort.
De latere kroniekschrijvers Willem van Jumièges (- na 1070), Ordericus Vitalis (- 1142) en Wace (- na 1174) baseerden zich op Dudo, maar weken in de details ten dele aanvullend af. Volgens Willem van Jumièges (Gesta Normannorum Ducum) was Poppa de dochter van een edele genaamd Berengar en werd ze door Rollo bij de verovering van Bayeux ontvoerd, die zich daarna met haar "volgens de zeden van de Denen" ("more danico") met haar verbond, waarbij hij als nakomelingen uit deze verbintenis buiten Willem ook een dochter genaamd Gerloc vermeldt. Ordericus Vitalis vermeldt dat Rollo Bayeux had veroverd, graaf Berengar van Bayeux gedood en diens echtgenote en dochter Poppa had ontvoerd. Elders dateert hij de verovering van Bayeux in 886 en vermeldt dat Rollo met Poppa was getrouwd.
De tegenspraken in de drie overleveringen waren reeds in de 11e eeuw opgevallen.
- Willem van Jumièges berichtte (bij het vermelden van de roof van Poppa in 886 en het bericht over Rollo's weduwenaarschap en huwelijk met Poppa in 913), dat Rollo Poppa heeft verstoten, maar later opnieuw met haar is getrouwd.[14]
- Robert van Torigni combineert de informatie, eraan voorbijgaand dat Poppa dan de dochter van Berengar van Bayeux en kleindochter van Guido van Senlis zou zijn geweest.[15]

Ook in het huidige onderzoek vindt men talrijke pogingen, vat te krijgen op de tegenstrijdigheden door interpretatie van de gegevens, zoals:
- Bernhard van Senlis zou niet de broer, maar de zwager van Berengar zijn geweest, d.i. de echtgenoot van een tante langs moederskant van Willem – hetgeen het begrip "avunculus" zou uitbreiden naar een aangetrouwde oom.[16]
- Dudo van Saint-Quentin heeft Poppa met Sprota, de concubine van Willem omgewisseld, die in werkelijkheid uit Bretagne afkomstig is.[17]
- Berengars weduwe trouwde met graaf Guido van Senlis, waardoor Poppa zijn stiefdochter werd. Bernard van Senlis was hierdoor als halfbroer van de moeder de "halfoom" van moederskant van Willem.[18].
- Dudo's informatie (en die van zijn navolger) zou zijn af te wijzen, terwijl het klaaglied en de kronieken uit Rouen daartegen de daadwerkelijke feiten zouden weergeven: Rollo zou rond 905 vader van Willem zijn geworden, waarvan de moeder mogelijk Popa heette, dochter van graaf Guido van Senlis en zus van graaf Bernard van Senlis (waarmee het bestaan van een eerdere echtgenote genaamd Gisla eveneens wordt afgewezen).[19]

## Historische bronnen
- Gaston Paris, Jules Lair: Complainte sur l'assassinat de Guillaume Longue-Epée, duc de Normandie, poème inédit du Xe siècle, in Bibliothèque de l'école des chartes 31 (1870), pp. 389-406.
- François Guizot (ed), Histoire des ducs de Normandie, par Guillaume de Jumiège (1826)
- Elisabeth M. C. Van Houts (trad. ed.), The Gesta Normannorum Ducum of William of Jumièges, Orderic Vitalis and Robert of Torigni (1995)
- Marjorie Chibnall (ed.), The Ecclesiastical History of Orderic Vitalis, Band II (Oxford Medieval Texts, 1969-80)
- Dom Martin Bouquet, Recueil des Historiens des Gaules et de la France IX (1752), nieuwe editie van Léopold Delisle 1874: 
  - 886 – Ordericus Vitalis, Historia Ecclesiastica III (p. 11: "Baiocas expugnavit et cepit, et Berengarium comitem eius interemit, Popamque filiam eius in coniugium accepit; ex qua Willelmum cognomento Longam-spatam procreavit.")
  - 913 – Chronico Rotomagensi (p. 88: "deditque ei Karolus suam filiam Gislam, de qua nullum habuit filium. Mortua Gisla, accepit Rollo propriam uxorem filiam Comitis Silvanectensis Witdonis, de qua genuit Willelmum. Ex Chronico Rotomag. ibidem [= apud Labbeum Tomo I Biblioth.], pag. 366.")
- Léopold Delisle (ed.), Chronique de Robert de Torigni, abbé de Mont-Saint-Michel (1872) online
- Dudo van Saint-Quentin, De gestis Normanniæ ducum seu de moribus et actis primorum Normanniæ ducum, ed. Jules Lair, Mémoires de la Sociéte des antiquaires de Normandie XXIII (1865) online